# Cine Rábida
El Cine Rábida es un edificio ubicado en la ciudad española de Huelva, que figura en el Catálogo General del Patrimonio Histórico Andaluz.

## Descripción
El inmueble se ubica en la esquina que forman el número 17 de la calle Rábida y el 2 de la calle de La Paz, en Huelva. Fue proyectado por el arquitecto Luis Gutiérrez Soto entre 1931 y 1933 y es simbólicamente considerado el edificio que abre las puertas a la arquitectura racionalista en la ciudad, sirviendo de referencia para las incursiones que otros arquitectos realizarían allí en torno al lenguaje del Movimiento Moderno.
Gutiérrez Soto emplea un depurado racionalismo con referencias expresionistas, acentuadas en el rotundo tratamiento curvo de la esquina, las jambas redondeadas, los aleros y los ojos de buey. Las referencias a la arquitectura náutica están presentes en las ventanas circulares y las ligeras barandillas de las terrazas.
Fue inscrito en el Catálogo General del Patrimonio Histórico Andaluz con carácter genérico el 7 de agosto de 2006, mediante una resolución publicada el 8 de septiembre de ese mismo año en el Boletín Oficial de la Junta de Andalucía.